# Blåfugle (fugle)
 For alternative betydninger, se Blåfugle. (Se også artikler, som begynder med Blåfugle)
Blåfugle (Irenidae) er en familie af spurvefugle.

## Klassifikation
Familie Irenidae (Blåfugle)
- Slægt Irena
  - Irena puella (Indisk blåfugl)
  - Irena cyanogaster (Filippinsk blåfugl)
- Slægt Chloropsis
  - Chloropsis flavipennis (Mindanaobladfugl)
  - Chloropsis palawanensis (Palawanbladfugl)
  - Chloropsis sonnerati (Smaragdbladfugl)
  - Chloropsis cyanopogon (Blåskægget Bladfugl)
  - Chloropsis cochinchinensis (Blåvinget Bladfugl)
    - Chloropsis cochinchinensis jerdoni (Tamilbladfugl)
    - Chloropsis cochinchinensis cochinchinensis (Blåvinget Bladfugl)

  - Chloropsis aurifrons (Gulpandet Bladfugl)
  - Chloropsis hardwickii (Orangebuget Bladfugl)
  - Chloropsis venusta (Blåmasket Bladfugl)